# Сорочинка (Україна)
Соро́чинка — село в Україні, у Кривоозерській селищній громаді Первомайського району Миколаївської області. Населення становить 12 осіб. Селом протікає струмок Сорочинка.